# Marcel Nicolle
Pour les articles homonymes, voir Nicolle.
Marcel Nicolle, né le 1er juin 1871 à Rouen et mort le 27 mars 1934 à Paris, est un conservateur de musée et critique d'art français.

## Biographie
Après des études au lycée Corneille à Rouen, il obtient une licence de droit et est élève de l'École du Louvre et du peintre Luc-Olivier Merson. Il est conservateur au musée de Lille de 1895 à 1897 (conservateur-adjoint de 1892 à 1894) et au musée du Louvre. En 1897, il reçoit le prix Wicar de la Société des sciences, de l'agriculture et des arts de Lille.
Il est critique d'art au Journal de Rouen, journal dans lequel il fera une critique virulente du fauvisme lors du Salon d'automne de 1905.
L’Académie française lui décerne le prix Charles-Blanc en 1924 et il reçoit la Légion d'honneur en 1926.
Il est membre correspondant de l'Académie des sciences, belles-lettres et arts de Rouen. Il préside le Syndicat des négociants en objets d'art, tableaux et curiosités.
Il meurt à son domicile, au no 6 villa Spontini à Paris, et est inhumé au cimetière monumental de Rouen.
Expert en arts, sa bibliographie compte 22 livres, mémoires, rapports et plus de 300 articles de revues et de journaux.
Il est le frère de Charles Nicolle, médecin (1866-1936).

## Œuvres
- Ville de Lille. Musée d'archéologie, Lille, 1894.
- Rembrandt aux expositions d'Amsterdam et de Londres, Paris, P. Ollendorff, 1909.
- Ville de Nantes. Musée municipal des beaux-arts, Nantes, 1913
- La Peinture au musée du Louvre : école anglaise, Paris, L'Illustration.
- La Peinture au musée du Louvre : école espagnole, Paris, L'Illustration.
- Le Musée de Nantes. Peintures, Paris, Laurens, 1919.
- Le musée de Rouen. Peintures, Paris, Laurens, 1920.
- La Peinture française au Musée du Prado, Paris, Perrin, 1925.

- Prix Thorlet 1926 de l'Académie des beaux-arts
- Le Musée et la Curiosité, Paris, 1931.

## Distinctions
- Officier d'académie (1897)
- Officier de l'Instruction publique (1904)
- Commandeur de l'ordre de Charles III (1919)
- Chevalier de la Légion d'honneur (13 janvier 1926)[5]